# Rhagonycha indistincta
Rhagonycha indistincta là một loài bọ cánh cứng trong họ Cantharidae. Loài này được Medvedev & Ryvkin miêu tả khoa học năm 1989.